# Aïn Laloui
Pour les articles homonymes, voir Laloui et Berville.
Aïn Laloui (anciennement Berville durant l'époque de l'Algérie française) est une commune algérienne située à l'ouest de la wilaya de Bouira dans la région de Kabylie. Le code postal de la commune est le 10410.
Aïn Laloui relève de la daïra d'Aïn Bessem et compte 5 900 habitants (1998). C'est en 1880, pendant l'occupation française, que cette commune fut créée sous le nom de Berville. Elle est également appelée Aïn Bou Dib. Aïn Laloui est une région essentiellement agricole. Sa population est arabophone. L'équipe locale de football s'appelle ASC Aïn Laloui. En mars 2004, la petite commune fut secouée par des émeutes provoquées par des jeunes en colère, qui protestaient contre le chômage et la pauvreté.